# Shote Galica
Shote Galica (1895–1927), nacida como Qerime Halil Radisheva, fue una kachak de la insurgente liberación nacional de Albania con el objetivo de unificar todos los territorios albaneses, y apoyar un gobierno nacional democrático en Albania. Fue declarada Héroe del Pueblo de Albania.

## Biografía
Nació en la localidad de Radisheve, en la comarca de Drenica, hoy en Kosovo. Tenía seis hermanos, y en 1915 se casó con Azem Galica. En 1919 tomó parte en la Revuelta de Dukagjini contra el gobierno serbio y en las luchas contra la represión serbia en Junik entre 1912 y 1923. En julio de 1924 participó en los enfrentamiento por Drenica (Arbania e Vogël, Pequeña Albania). En diciembre de 1924, junto a centenares de combatientes del antiguo Valiato de Kosovo se enfrentó a las fuerzas leales al Reino de los Serbios, Croatas y Eslovenos. En julio de 1925, tras la muerte de su esposo, pasó a liderar un grupo guerrillero albano-kosovar y luchó junto a Bajram Curri en el Has de Prizren y Lumë. Capturó un comandante serbio y un gran número de soldados en Çikatova. En julio de 1927 se retiró a Albania y pasó sus últimos meses en Fushë-Kruja, donde murió. Shote Galica fue una leyenda en su época. Son recordadas sus palabras 

Una vida sin conocimiento es como una guerra sin armas.

 Perdió 22 miembros de su familia en combates contra el gobierno.